# Kablaki F.C.
Cablaky ou Kablaki Futebol Clube é um clube de futebol de Timor-Leste, da cidade de Manufahi. Disputa atualmente a segunda divisão do Campeonato Timorense de Futebol.

## Elenco 2020
Fonte: VIP TV